# Маккенна, Хуан
Хуан Маккенна исп. Juan Mackenna; 26 октября 1771, Монахан, Королевство Ирландия – 21 ноября 1814, Буэнос-Айрес, Соединённые провинции Южной Америки) – чилийский военачальник, бригадный генерал, военный инженер, видный деятель чилийской войны за независимость. Считается создателем Корпуса военных инженеров чилийской армии.

## Биография
Ирландец. Родился как Джон МакКенна (или Шон Мак Сайонат) в семье Уильяма Маккенны и Элеоноры О'Рейли.
Племянник по материнской линии графа Александра О’Рейли, который заинтересовался им и взял с собой в Испанию, где Маккена стал учиться в Королевской школе математики в Барселоне. В 1785-1791 годах также обучался в Королевской военной академии математики и фортификации, где получил специальность военного инженера.
Вступил в Ирландскую бригаду испанской королевской армии. 16-летнему будущему инженеру было присвоено звание курсанта. Был отправлен с полком в Сеуту в Северной Африке, на берегу Гибралтарского пролива. Получил звание второго лейтенанта.
Участник Кампании 1795 года в западных Пиренеях. За проявленные подвиги при защите Пласа-де-Росас в 1795 году был произведен в капитаны.
В октябре 1796 года отправился из Испании в Южную Америку, прибыл в Буэнос-Айрес, а затем отправился в Мендосу и Чили через Анды, а затем в Перу . Оказавшись в Лиме, связался с Амбросио О'Хиггинсом, ирландцем, в то время занимавшим пост вице-короля Перу, который назначил его губернатором провинции Осорно, где он возглавил работы по реконструкции этого одноименного южного чилийского города.
После провозглашения независимости Чили в 1810 году перешёл на сторону патриотов и был уполномочен первым чилийским правительством подготовить план обороны страны и наблюдать за оснащением новой чилийской армии. В это время он подготовил первых военных инженеров для новой армии страны и вошёл в комитет обороны новой Республики Чили.
В 1811 году был назначен губернатором Вальпараисо. После государственного переворота под руководством Луиса Карреры, брата Хосе Мигеля Карреры, Маккенна был сослан в Аргентину в 1814 году.
Хуан Маккенна умер в Буэнос-Айресе в конце 1814 года после дуэли с Луисом Каррерой. Его внук Бенхамин Викунья Маккенна стал известным историком, журналистом и политиком.